# Діброва Могилевська
Дібро́ва Могиле́вська — ландшафтний заказник місцевого значення. Розташований у Болградському районі Одеської області, поблизу села Лісне. 
Площа заказника 45,0 га. Створено у 1972 р. за рішенням облвиконкому від 18.05.72 р. № 234, перезатверджено рішенням облвиконкому від 02.10.84 № 493. Межі заказника регламентуються розпорядженням Тарутинської районної державної адміністрації від 28.11.2008 № 340/А-2008.

Заказник розташований у межах урочища Могилевське, у кварталі 3 Бородинського лісництва Саратського держлісгоспу (ДП «Саратське лісове господарство»). Під назвою «Урочище Могильне» заказник існував ще до 1969 р. Згідно з даними екологічного обстеження 2003 р. стан заказника задовільний. Загалом заказник являє собою штучне дубово-акацієве насадження другої половини XIX ст, у якому трапляються рідкісні рослини, в тому числі з Червоної книги України. Дуб не є головною породою у насадженні.